# 時間依存密度汎関数法
時間依存密度汎関数理論（じかんいぞんみつどはんかんすうりろん、英: Time-dependent density-functional theory、略称: TDDFT）は、電場や磁場といった時間依存的ポテンシャルの存在下での多体系の性質と動力学を調べるために物理学および化学において使われる量子力学理論である。こういった場の分子や固体に対する効果はTDDFTを使って研究することが可能であり、励起エネルギー、周波数依存応答特性、光吸収スペクトルのような特徴を抽出できる。
TDDFTは密度汎関数理論（DFT）の拡張であり、概念的、計算的基礎は類似している。（時間に依存する）波動関数は（時間に依存する）電子密度と等価であることを示し、次に任意の相互作用のある系と同じ密度を返す相互作用のない架空の系の有効ポテンシャルを導く。こういった系を構築するうえでの問題はTDDFTでより複雑である。これは、とりわけ全ての瞬間における時間依存有効ポテンシャルがそれより前の全ての時間における密度の値に依存するためである。その結果として、TDDFTの実装についての時間依存近似の開発はDFTに遅れた。応用ではこの記憶の必要性はいつも決まって無視されている。

## 概要
TDDFTの形式的基礎はルンゲ・グロスの定理（RG定理、1984年）である（1964年のホーヘンベルク・コーンの定理の時間依存版）。RG定理は、所与の初期波動関数について、系の時間依存外部ポテンシャルとその時間依存密度との間に唯一の写像が存在することを示す。これは、3N個の変数に依存する多体波動関数がわずか3個の変数のみに依存する密度と等価であること、そして系の全ての性質は電子密度の知識だけから決定することができることを含意する。DFTとは異なり、時間に依存する量子力学において一般的な最小化原理は存在しない。その結果として、RG定理の証明はHK定理よりもややこしい。
RG定理を所与とすると、計算的に有用な手法を開発するうえでの次の段階は、興味のある物理的（相互作用のある）系と同じ電子密度を持つ架空の相互作用のない系を決定することである。DFTと同様に、これは（時間に依存する）コーン–シャム系と呼ばれる。この系はケルディッシュ形式において定義される作用汎関数の停留点として形式的に見出される。
TDDFTの最も人気のある応用は、孤立系やそれほど多くはないが固体の励起状態のエネルギーの計算である。こういった計算は、線形応答関数 —すなわち、外部ポテンシャルが変化する時に電子密度がどのように変化するか— が系の厳密な励起エネルギーで極を持つ、という事実に基づく。こういった計算は、交換-相関ポテンシャルに加えて、交換-相関核 — 密度に関する交換-相関ポテンシャルの汎関数微分— を必要とする。

### 詳細
波動関数をΨ(t)、t を時間、ハミルトニアンを{\displaystyle {\hat {H}}}とする。この時、出発点としての時間を含むシュレーディンガー方程式は、
{\displaystyle i\hbar {\partial \Psi (t) \over {\partial t}}={\hat {H}}\Psi (t)}
となる。ここで、{\displaystyle \hbar =h/2\pi }（h はプランク定数）である。時刻 t0 、t でのそれぞれの波動関数の関係をシュレーディンガー表示で表すと、
{\displaystyle \Psi (t)=e^{-i{\hat {H}}(t-t_{0})/\hbar }\Psi (t_{0})}
となる。少々厳密ではないが、{\displaystyle t\to t+\Delta t}、{\displaystyle t_{0}\to \,t}とし、波動関数の時間発展を、Δt の時間刻みによる逐次的な発展として考えると上式は、
{\displaystyle \Psi (t+\Delta t)=e^{-i{\hat {H}}\Delta t/\hbar }\Psi (t)}
となる。問題となるのは、{\displaystyle e^{-i{\hat {H}}\Delta t/\hbar }}の部分の処理で、{\displaystyle {\hat {H}}\Delta t} に関して冪展開したり、指数関数部分に関して分解（鈴木＝トロッター分解）を施すなどしてΔt に関しての逐次計算が行われ方程式が解かれる。
TDDFT (TDLDA) は、ポテンシャル部分が時間に依存する場合、例として時間によって変動する動的な電場、磁場中での電子の振舞いや、断熱近似が成り立たないような化学反応を扱うような場合などに適用される。たがし、この手法は密度汎関数理論が前提であり、正しい結果を与えることが保証されるのは基底状態に対してのみである。上記のような時間依存する系は、準位の交差など励起状態を扱う計算となっている。これまでの実際の計算例などから経験的にこのような励起状態をTDDFTは良く記述できていることが分かっているが、どのような場合でも正しい結果を与える保証はない。

## 形式

### ルンゲ・グロスの定理
ルンゲとグロスのアプローチは、ハミルトニアンが
{\displaystyle {\hat {H}}(t)={\hat {T}}+{\hat {V}}_{\mathrm {ext} }(t)+{\hat {W}},}
の形式を取る時間に依存するスカラー場の存在下での単一要素系について考える。上式において、Tは運動エネルギー演算子、Wは電子-電子相互作用、Vext(t) は電子の数と連動して系を定義する外部ポテンシャルである。通常、外部ポテンシャルは系の核との電子の相互作用を含む。非自明な時間依存性について、追加の明示的に時間依存的なポテンシャルが存在する。これは、例えば、時間に依存する電場あるいは磁場から生じうる。多体波動関数は単一の初期条件の下で時間に依存するシュレーディンガー方程式にしたがって発展する。
{\displaystyle {\hat {H}}(t)|\Psi (t)\rangle =i\hbar {\frac {\partial }{\partial t}}|\Psi (t)\rangle ,\ \ \ |\Psi (0)\rangle =|\Psi \rangle }
その出発点としてシュレーディンガー方程式を利用し、ルンゲ・グロスの定理は、いかなる時点においても、密度は外部ポテンシャルを一意的に決定することを示す。これは2つの段階で成される。
1. 外部ポテンシャルが任意の時間に関するテイラー級数で展開できることを仮定すると、追加の定数よりも異なる2つの外部ポテンシャルが異なる電流密度を生成することが示される。
2. 連続の方程式を使うと、有限の系について、異なる電流密度が異なる電子密度に対応することが示される。

### 時間に依存するコーン–シャム系
所与の相互作用ポテンシャルについて、RG定理は外部ポテンシャルが電子密度を一意的に決定することを示す。コーン–シャム・アプローチは、相互作用のある系と等しい電子密度を形成する相互作用のない系（相互作用ポテンシャルがゼロ）を選ぶ。こうすることの利点は、相互作用のない系を容易に解くことができること —相互作用のない系の波動関数は単一粒子軌道のスレイター行列式として表わすことができ、個々の軌道は3つの変数をもつ単一の偏微分方程式によって決定される— そして、相互作用ない系の運動エネルギーはこれらの軌道の観点から厳密に表すことができることである。したがって、問題は相互作用のないハミルトニアンHsを決定するポテンシャル（vs(r, t) または vKS(r, t) と表わされる）を決定することである。
{\displaystyle {\hat {H}}_{s}(t)={\hat {T}}+{\hat {V}}_{s}(t)}
次に、このハミルトニアンが行列式波動関数を決定する。
{\displaystyle {\hat {H}}_{s}(t)|\Phi (t)\rangle =i{\frac {\partial }{\partial t}}|\Phi (t)\rangle ,\ \ \ |\Phi (0)\rangle =|\Phi \rangle }
行列式波動関数は方程式
{\displaystyle \left(-{\frac {1}{2}}\nabla ^{2}+v_{s}({\boldsymbol {r}},t)\right)\phi _{i}({\boldsymbol {r}},t)=i{\frac {\partial }{\partial t}}\phi _{i}({\boldsymbol {r}},t)\ \ \ \phi _{i}({\boldsymbol {r}},0)=\phi _{i}({\boldsymbol {r}}),}
に従う一式のN個の軌道の観点から構築され、ρsが相互作用のある系の密度と常に等しい
{\displaystyle \rho _{s}({\boldsymbol {r}},t)=\rho ({\boldsymbol {r}},t)}
ような時間に依存する密度
{\displaystyle \rho _{s}({\boldsymbol {r}},t)=\sum _{i=1}^{N_{\textrm {b}}}f_{i}(t)|\phi _{i}({\boldsymbol {r}},t)|^{2}}
を生成する。
ここで留意すべきは、上記の密度の式において、総和が{\displaystyle N_{\textrm {b}}}個「全ての」コーン–シャム軌道にわたること、{\displaystyle f_{i}(t)}が軌道{\displaystyle i}についての時間に依存する占有数であることである。もしポテンシャルvs(r,t) が決定できる、あるいは少くともよく近似できるならば、次に元のシュレーディンガー方程式（3N個の変数を持つ単一粒子微分方程式）は、それぞれ初期条件のみが異なる3次元におけるN個の微分方程式に置き換えられる。
コーン–シャム・ポテンシャルに対する近似を決定する問題は難易度が高い。DFTと類似して、時間に依存するKSポテンシャルは系の外部ポテンシャルと時間に依存するクーロン相互作用vJを抽出するために分解される。残った要素は交換–相関ポテンシャルである。
{\displaystyle v_{s}({\boldsymbol {r}},t)=v_{\rm {ext}}({\boldsymbol {r}},t)+v_{J}({\boldsymbol {r}},t)+v_{\rm {xc}}({\boldsymbol {r}},t)}
彼らの独創的な論文において、ルンゲとグロスはディラック場を出発点とした場に基づく議論を通してKSポテンシャルの定義に取り組んだ。
{\displaystyle A[\Psi ]=\int \mathrm {d} t\ \langle \Psi (t)|{\hat {H}}-i{\frac {\partial }{\partial t}}|\Psi (t)\rangle }
波動関数の汎関数 A[Ψ] として取り扱った、波動関数の変分は停留点として多体シュレーディンガー方程式をもたらす。電子密度と波動関数との間の一意的な写像を考え、ルンゲとグロスは次に密度汎関数
{\displaystyle A[\rho ]=A[\Psi [\rho ]],\,}
としてディラック場を扱い、場の交換–相関要素についての形式的式を導いた。これが汎関数微分によって交換–相関ポテンシャルを決定する。後に、ディラック場の基づくやり方は、それを生成する応答関数の因果律を考えた時に逆説的結論をもたらすことが見つかった 。密度応答関数（外部ポテンシャルに関する電子密度の汎関数微分）は因果的でなければならない（いかなる時間におけるポテンシャルの変化もそれより前の時間の密度に影響を与えない）。しかしながら、ディラック場から応答関数は時間について対称的であり、必要とされる因果構造を欠いている。この問題に悩まされないやり方が後に複素時間経路積分のケルディッシュ形式に基づく場を通して導入された。「実時間」における場の原理の精緻化による因果律パラドックスの別の解決法が最近ジョヴァンニ・ヴィナーレによって提唱された。

## 線形応答TDDFT
外部摂動が系の基底状態構造を完全に破綻しないという意味で小さければ、線形応答TDDFTを使うことができる。この場合、系の線形応答を解析することができる。これは、1次まで、系の変分が基底状態波動関数のみに依存し、DFTの全ての性質を単純に使うことができるため、大きな利点である。
小さな時間に依存する外部摂動{\displaystyle \delta V^{\text{ext}}(t)}を考える。
{\displaystyle {\begin{aligned}{\hat {H}}'(t)&={\hat {H}}+\delta V^{\text{ext}}(t)\\{\hat {H}}'_{\text{KS}}[\rho ](t)&={\hat {H}}_{\text{KS}}[\rho ]+\delta V_{H}[\rho ](t)+\delta V_{\text{xc}}[\rho ](t)+\delta V^{\text{ext}}(t)\end{aligned}}}
そして、電子密度の線形応答からすると、
{\displaystyle {\begin{aligned}\delta \rho ({\boldsymbol {r}}t)&=\chi ({\boldsymbol {r}}t,{\boldsymbol {r}}'t')\delta V^{\text{ext}}({\boldsymbol {r}}'t')\\\delta \rho ({\boldsymbol {r}}t)&=\chi _{\text{KS}}({\boldsymbol {r}}t,{\boldsymbol {r}}'t')\delta V^{\text{eff}}[\rho ]({\boldsymbol {r}}'t')\end{aligned}}}
上式において、{\displaystyle \delta V^{\text{eff}}[\rho ](t)=\delta V^{\text{ext}}(t)+\delta V_{H}[\rho ](t)+\delta V_{\text{xc}}[\rho ](t)}である。ここで、そしてこれ以後、プライム記号付きの変数は積分されているものと見なす。
線形応答領域内において、ハートリー（H）ポテンシャルと交換-相関（xc）ポテンシャルの線形順序への変分は密度変分に関して展開できる。
{\displaystyle {\begin{aligned}\delta V_{H}[\rho ]({\boldsymbol {r}})&={\frac {\delta V_{H}[\rho ]}{\delta \rho }}\delta \rho ={\frac {1}{|{\boldsymbol {r}}-{\boldsymbol {r}}'|}}\delta \rho ({\boldsymbol {r}}')\\\delta V_{\text{xc}}[\rho ]({\boldsymbol {r}})&={\frac {\delta V_{\text{xc}}[\rho ]}{\delta \rho }}\delta \rho =f_{\text{xc}}({\boldsymbol {r}}t,{\boldsymbol {r}}'t')\delta \rho ({\boldsymbol {r}}')\end{aligned}}}
最後に、この関係をKS系に対する応答方程式に挿入し、得られた方程式と物理的系についての応答方程式を比較すると、TDDFTのDyson方程式が得られる。
{\displaystyle \chi ({\boldsymbol {r}}_{1}t_{1},{\boldsymbol {r}}_{2}t_{2})=\chi _{\text{KS}}({\boldsymbol {r_{1}}}t_{1},{\boldsymbol {r}}_{2}t_{2})+\chi _{\text{KS}}({\boldsymbol {r_{1}}}t_{1},{\boldsymbol {r}}_{2}'t_{2}')\left({\frac {1}{|{\boldsymbol {r}}_{2}'-{\boldsymbol {r}}_{1}'|}}+f_{\text{xc}}({\boldsymbol {r}}_{2}'t_{2}',{\boldsymbol {r}}_{1}'t_{1}')\right)\chi ({\boldsymbol {r}}_{1}'t_{1}',{\boldsymbol {r}}_{2}t_{2})}
この最後の方程式から、系の励起エネルギーを導くことが可能である（これらは単に応答関数の極であるため）。
その他の線形応答アプローチには、Casida形式（電子孔対における展開）やSternheimer方程式（密度汎関数摂動理論）がある。

## TDDFTプログラム
- ELK
- Firefly
- GAMESS (US)
- Gaussian
- Amsterdam Density Functional
- CP2K
- Dalton
- NWChem
- Octopus
- pw-teleman library
- PARSEC
- Qbox/Qb@ll
- Q-Chem
- Spartan
- TeraChem
- TURBOMOLE
- YAMBO code
- ORCA
- Jaguar
- GPAW
- ONETEP